# Hyposidra albifera
Hyposidra albifera là một loài bướm đêm trong họ Geometridae.